# Dodo Niță
 (octobre 2018).
Si vous disposez d'ouvrages ou d'articles de référence ou si vous connaissez des sites web de qualité traitant du thème abordé ici, merci de compléter l'article en donnant les références utiles à sa vérifiabilité et en les liant à la section « Notes et références ».
Dodo Niță, né en 1964 à Bucarest, est un critique de bande dessinée roumain.

## Biographie
Depuis 1988, il a publié plusieurs centaines d’articles sur la BD, dans les pages de nombreux journaux et revues de Roumanie mais aussi de France, Belgique, Italie, Portugal, Suède, Finlande, République Tchèque, etc.
Il est également auteur de l'Histoire de la bande dessinée roumaine (1992), du Dictionnaire de la BD en Roumanie (1996, 2005), de L'Europe de la bande dessinée (2001), de Tintin en Roumanie (2003, 2007 en français), de L'Âge d’or de la BD roumaine (2004) et du chapitre sur la BD Roumaine dans le BD guide 2005 – Encyclopédie de la bande dessinée internationale (éd. Omnibus, Paris, 2004).
Il a traduit en roumain plusieurs BD de Morris, Hergé, André Juillard & Patrick Cothias, et Louis Cance. En 1990, avec plusieurs amis bédéphiles, Dodo Niță a fondé l'Association des bédéphiles de Roumanie, qui organise depuis 1991 – en collaboration avec l'Alliance française et la Délégation Wallonie-Bruxelles – le Salon international de la bande dessinée en Roumanie, dont la 18e édition s'est déroulée en octobre 2008 à Constanța.
Pour son travail en faveur de la francophonie à travers la bande dessinée, Dodo Niță a reçu en 2001 le titre de Chevalier de l'Ordre des Palmes académiques en France et en 2006 celui de Chevalier de l'Ordre de Léopold en Belgique.

## Publications
- Dodo Niță, Alexandru Ciubotariu, Istoria benzii desenate românești 1891-2010, editura Vellant, 2010  (ISBN 978-973-1984-64-3)
- Istoria Benzii Desenate Românești, editura SFVA, Craiova, 1992
- Dicționarul Benzii Desenate din România, editura Aius, Craiova, 1996 și respectiv MJM, Craiova 2005
- Europa Benzilor Desenate, editura Polmedia, Bucarest, 2001
- Tintin en Roumanie, editura MJM Craiova, 2003, 2007
- Vârsta de aur a benzii desenate românești, editura MJM Craiova, 2004
- Dodo Niță, Kiss Ferenc, Livia Rusz – o monografie, editura MJM Argonaut Craiova, 2009
- Dodo Niță, Alexandru Ciubotariu, Puiu Manu – o monografie, editura MJM Craiova, 2010  (ISBN 978-973-680-277-5)
- (collectif), BD Guide 2005 – Encyclopédie de la bande dessinée internationale, Omnibus, Paris, 2004